# 타이거랜드
《타이거랜드》(Tigerland)는 미국에서 제작된 조엘 슈마허 감독의 2000년 전쟁, 드라마 영화이다. 배경은 베트남 전쟁에 내보내진 병사들의 훈련 캠프이다. 콜린 파렐 등이 주연으로 출연하였고 보 플린 등이 제작에 참여하였다.

## 출연

### 주연
- 콜린 파렐
- 매튜 데이비스
- 클리프톤 콜린스 주니어

### 조연
- 닉 서시
- 마이클 섀넌
- 제임스 맥도널드
- 닐 브라운 주니어
- 토리 키틀즈
- 톰 가이리
- 러셀 리처드슨
- 쉐어 위햄

## 기타
- 협력프로듀서: 엘리 리치보그
- 미술: 앤드류 로스
- 배역: 말리 핀
- 배역: 에밀리 쉬웨버